# Gottfried Kottmann
Gottfried »Göpf« Kottmann, švicarski veslač, * 15. oktober 1932, Zürich, † 6. november 1964, Zürich.
Kottmann je za Švico nastopil na Poletnih olimpijskih igrah 1960 in na Poletnih olimpijskih igrah 1964.
Na igrah leta 1960 je bil član švicarskega četverca brez krmarja, ki je končal na šestem mestu, leta 1964 pa je v enojcu osvojil bronasto medaljo. 